# Аріадна Олівер
Аріадна Олівер (англ. Ariadne Oliver) - літературний персонаж, героїня романів англійської письменниці Агати Крісті. Персонаж фігурує в ряді творів заміняючи вірного супутника Пуаро — капітана Гастингса.
Місіс Олівер — письменниця детективних романів і затята феміністка. У цьому образі Агата Крісті одержала можливість посміятися над собою.
Аріадна — досить приємна дама середнього років, небагато повненька, але досить приваблива, хоча й трохи неохайна. Вона має неприборкану фантазію й безмежну віру в жіночу інтуїцію. При розслідуванні злочинів, які вона веде разом зі знаменитим детективом Еркюлем Пуаро вона послідовно підозрює всіх, хто має хоч найменше відношення до справи. Проти кожного місіс Олівер готова висунути обвинувачення. Фантазія допомагає їй придумувати зовсім різні й запаморочливі причини, з яких та або інша людина може зробити цей злочин.
Такий підхід дозволяє їй у підсумку заявляти, що вона цілком правильно визначила винного, і її інтуїція знову виявляється «на висоті».
На противагу повільному Капітану Гастингсу Аріадна безпосередня, активна й життєрадісна.
Слава як письменника доставляє їй багато страждань, а поклоніння таланту тільки стомлює місіс Олівер. Сама вона вважає себе скоріше популярною, чим знаменитою. Створений нею детективний персонаж — фін-вегетаріанець Свен Г'ерсон — уже набрид письменниці, але публіка й видавці його люблять, а тому вона продовжує писати про нього.
Аріандна Олівер має ще кілька відмітних рис. По-перше, це її волосся — Аріадна постійно експериментує із зачісками, не соромлячись використати накладні локони. По-друге, любов до яблук. Скрізь де з'являється місіс Олівер, вона або приносить із собою яблука, або знаходить їх. Аріадна готова їсти ці фрукти кілограмами, особливо коли пише новий роман.

## Твори за участю місіс Олівер
- «Карти на стіл» (англ. Cards on the Table), 1936
- «Місіс Макгінті з життям розсталася» (англ. Mrs McGinty's Dead), 1952
- «Дурість мерця» (англ. Dead Man's Folly), 1956
- «Вілла "Білий Кінь"» (англ. The Pale Horse), 1961
- «Третя дівчина» (англ. Third Girl), 1966
- «Вечірка у Хелловін» (англ. Hallowe'en Party), 1969
- «Слони вміють пам'ятати» (англ. Elephants Can Remember), 1972

Вона також з'являється в коротких історіях про містера Паркера Пайна.